# Nishinoumi Kajirō I
Nishinoumi Kajirō I est un nom japonais traditionnel ; le nom de famille (ou le nom d'école), Nishinoumi, précède donc le prénom (ou le nom d'artiste).
Nishinoumi Kajirō I (西ノ海 嘉治郎) (19 février 1855 – 15 mai 1928), de son vrai nom Kajirō Kozono, est un lutteur sumo officiellement reconnu comme le 16e yokozuna. Il est le premier à être officiellement listé comme tel dans le classement banzuke, un acte qui renforce le prestige de yokozuna comme plus haut rang du sumo professionnel.

## Biographie
Il commence sa carrière dans le sumo à Kyoto, rejoignant l'écurie Tokinokoe en 1873. Il monte en première division makuuchi en 1879 et est promu sekiwake en septembre 1879 lors d'un tournoi organisé conjointement par les organisations de sumo de Kyoto et d'Osaka. Il est convaincu par Uragoro Takasago, un ancien sumo d'Osaka, de rejoindre le monde du sumo de Tokyo dans sa nouvelle écurie Takasago (en). Il fait ses débuts dans un rang spécial de la première division makuuchi en janvier 1882. Il monte rapidement et est promu ōzeki juste sept tournois plus tard en janvier 1885. Ses rivaux de la même écurie sont Odate Uzaemon, Ichinoya Totaron et Konishiki Yasokichi I (en). Nishinoumi retombe en sekiwake en janvier 1886, malgré son résultat gagnant kachi-koshi, étant donné qu'à l'époque un sekiwake de l'est du banzuke avec de meilleurs résultats peut surpasser un ōzeki du même côté du classement. Après avoir gagné un tournoi équivalent au yūshō avec 9 victoires pour 0 défaites en mai 1889, il redevient ōzeki. Puis après un autre bon résultat de 7 victoires pour 2 défaites lors du tournoi suivant, il reçoit le titre de yokozuna en mars 1890.
Cependant, la promotion de Nishinoumi cause des problèmes. Bien qu'il soit devenu yokozuna, son rang est listé en tant que haridashi ōzeki, soit en-dessous de son rival ōzeki Konishiki Yasokichi I sur le banzuke (hiérarchie des lutteurs sumo) du tournoi de mai 1890. Cela en raison du résultat de Konishiki de 8 victoires pour 0 défaites lors du tournoi précédent. Le nom de Nishinoumi est littéralement dévalué sur le banzuke et il se plaint de cela aux autorités du sumo. Pour le satisfaire, le mot yokozuna est écrit sur le banzuke pour la première fois de l'histoire du sumo. C'est un compromis spécifiquement adapté à sa situation et en raison de cela le nom yokozuna devient un rang officiel pour la première fois. Dans la première division makuuchi, il comptabilise 127 victoires pour 37 défaites, soit un pourcentage de victoires de 77,4%.
Nishinoumi devient un toshiyori (doyen) après sa retraite en janvier 1896 et devient maître de l'écurie Izutsu (en). Il produit plusieurs grands lutteurs originaires de la préfecture de Kagoshima, dont le 25e yokozuna Nishinoumi Kajirō II (en) (l'arrière-grand-père de l'actuel maître d'Izutsu, Sakahoko Nobushige (en)) qui lui succède après sa mort d'un arrêt cardiaque en 1908.

## Palmarès
- La durée réelle des tournois de l'année de l'époque varie souvent.

Dans le tableau suivant, les cases en vert sont celles des tournois remportés.
| -    | Printemps                            | Hiver                                  |
| ---- | ------------------------------------ | -------------------------------------- |
| 1882 | Maegashira de l'est #9 5–1–3 1d      | Maegashira de l'est #9 4–3–2 1d        |
| 1883 | Maegashira de l'ouest #5 5–2–1 2d    | Komusubi de l'ouest 3–1–5 1d           |
| 1884 | Sekiwake de l'ouest 5–1–1 3d         | Sekiwake de l'ouest 5–2–1 1d 1h        |
| 1885 | Ōzeki de l'ouest 3–0–2 5d            | Ōzeki de l'ouest 6–1–1 2d              |
| 1886 | Sekiwake de l'ouest 4–2–1 2d 1h      | Sekiwake de l'ouest 5–3–1 1d           |
| 1887 | Sekiwake de l'ouest 4–1– 1d          | Komusubi de l'ouest 1–0–9              |
| 1888 | Komusubi de l'ouest 5–2–2 1d         | Komusubi de l'ouest 6–2–1 1d           |
| 1889 | Sekiwake de l'ouest 6–1–1 2d         | Sekiwake de l'ouest 9–0–1 Non officiel |
| 1890 | Ōzeki de l'ouest 7–2–1               | Yokozuna de l'est 3–1–5 1d             |
| 1891 | Yokozuna de l'est 7–2–1              | Yokozuna de l'est 3–1–6                |
| 1892 | Yokozuna de l'est 1–1–8              | Yokozuna de l'est 6–1–2 1h             |
| 1893 | Yokozuna de l'est 6–3–1              | Yokozuna de l'est 5–3–2                |
| 1894 | Yokozuna de l'est 7–0–3 Non officiel | Absent                                 |
| 1895 | Yokozuna de l'est 4–0–6              | Yokozuna de l'est 2–1–6 1h             |
| 1896 | Yokozuna de l'est Retraite 0–0–10    |                                        |